# Фостель, Вольф

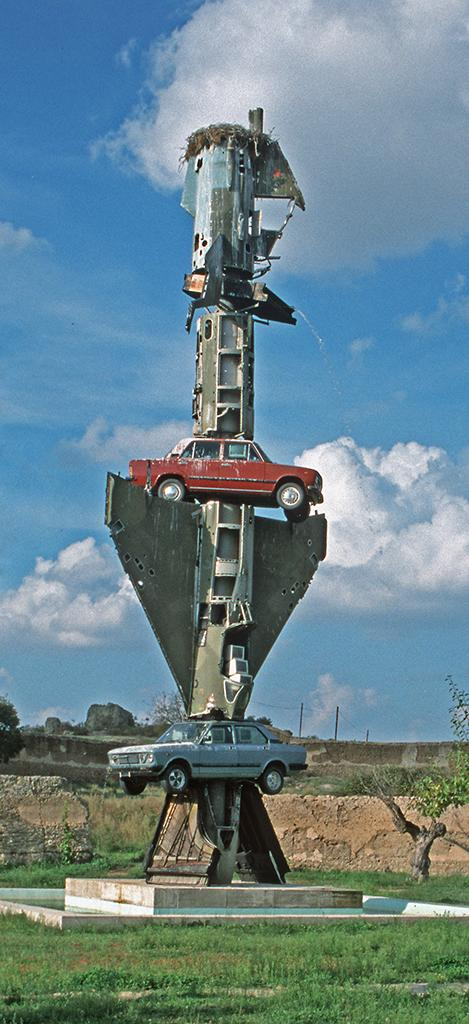
Скульптура, Мальпартида-де-Касерес

Вольф Фо́стель (нем. Wolf Vostell; 14 октября 1932, Леверкузен — 3 апреля 1998, Берлин) — немецкий скульптор и художник. Стоял у истоков зарождения направления капиталистического реализма.
Вольф Востелл считается одним из пионеров экологии, инсталляции, видеоарта, событий и движения Fluxus. Такие методы, как размывание, декольте/возраст или затвердевание в бетоне, характерны для его работ.

## Биография
Вольф Фостель совершил первые свои шаги в художественном творчестве в 1950 году. В 1953 году он поступил в вуппертальскую школу прикладного искусства, где учился литографии. После своей первой поездки в Париж он попробовал свои силы в искусстве коллажа. В 1955—1956 годах он обучался в парижской Школе изящных искусств, а в 1957 году — в Дюссельдорфской академии художеств. В 1958 году Фостель принял участие в первом европейском хэппенинге в Париже. В том же году он создал первые свои объекты из теле- и автомобильных частей. В 1959 году Фостелю удались электронные «ТВ-деколлажи», что проложило путь к художественному движению Флуксус, одним из основателей которого в начале 1960-х годов являлся Фостель.
В 1959 году художник организует также «архив Фостеля», где собирает фотографии, рукописные тексты и личную корреспонденцию своих коллег по искусству — таких, как Нам Джун Пайк, Йозеф Бойс, Дик Хиггинс и многих других. В эту коллекцию входят также газетные статьи по современному авангарду, приглашения на выставки, книги и каталоги, и прочее. В начале 1960-х художник стал активным участником хэппенигов, движения Флуксус и видеоарта. Благодаря этому «архив Фостеля» за 1960-е — 1970-е годы превратился в ценнейший источник информации по современному искусству и его мастерам со всего мира. В 1980-е и 1990-е годы работа художника над архивом продолжалась. Он также включил в 1990-е годы в него свою библиотеку, состоящую из 6 000 томов. Начиная с 2006 года это бесценное собрание, содержащее более 25 000 документов, хранится в музее Фоштелла в Мальпатриде.
Фостель был организатором многих хэппенингов в Берлине, Нью-Йорке, Кёльне, Вуппертале и Ульме. В 1963 году он со своим энвиронментом «6 TV décoll/age» для собрания музея королевы Софии в Мадриде становится одним из основателей видеоарта. В 1967 году он ставит хэппенинг «Miss Vietnam», протестуя против агрессии США во Вьетнаме.
Вольф Фостель стал первым в истории деятелем искусства, превратившим телевизор в часть художественного произведения. Этот объект под названием Немецкое наблюдение («Deutscher Ausblick») ныне хранится в Берлинской галерее. Другие его работы с использованием телевизора — TRANSMIGRACION I—III (1958) и ELEKTRONISCHER HAPPENINGRAUM (1969). Вольф Фостель известен как пионер энвиронмента, видеоискусства, хэппенинга и движения Флуксус. Он также известен своими новыми художественными техниками, как деколлаж и бетонирование объектов.
В 1992 году в Кёльне состоялась большая ретроспективная выставка работ Вольфа Фостеля. В 1966—2010 годах выставки произведений художника состоялись в крупнейших музеях современного искусства Парижа, Берлина, Токио, Милана, Мадрида, Кёльна, Бремена и др. В испанском городе Мальпатрида открыт Музей Фостеля.
Некоторые из работ Фостеля создавались в направлении многократного искусства.

## Жизнь
Вольф Востелл был сыном Губерта Шефера (1896-1980) и его жены Регины Шефер (1901-1975), урождённой Востелл.
В 1939 году его родители вместе с младшей сестрой Изольдой переехали в Судетскую землю, где они провели военные годы в Комотау. В 1945 году, после освобождения Германии от национал-социализма, семья вернулась в Леверкузен Студентом он рисовал чернилами и акварелью с 1945 по 1950 год. В 1952 году он взял девичью фамилию своей матери.
В 1958 году он познакомился в Гвадалупе с молодым учителем Мерседесом Гуардадо Оливенца и влюбился в неё. В 1959 году они поженились в Касересе, а затем уехали в Кёльн. Для него она была "музой, матерью, моделью, самым близким сотрудником, основателем музея, семейным предпринимателем" в качестве характерной черты её шоу Он описывает её как своего "неразлучного сотрудника".
В 1974 году Востелл посетил западную испанскую деревню Мальпартида де Касерес в Эстремадуре и близлежащий скалистый пейзаж Лос Барруэкос. Причудливые гранитные валуны напоминали ему его собственные бетонные скульптуры, и он объявил это место "произведением искусства природы". Посреди этого "сюрреалистического" пейзажа находится "Лавадеро де ланас", шерстяное белье XVIII века, и в соответствии с его концепцией искусства, искусство - это жизнь, жизнь - это искусство, он решил создать здесь "место встречи искусства, жизни и природы".
Родилась идея "музея концепции искусства второй половины 20-го века", и поэтому 1974 год является также годом основания музея для провидца Востелла Сначала, однако, пришлось немало потрудиться, чтобы убедить его. Востелл нашёл в мэре сторонника, который также смог завоевать первоначально скептически настроенный муниципальный совет по проекту. В 1976 г. муниципалитет приобрел территорию Лавадеро и сделал её доступной для художника вместе с соседней частью Барруэкоса.
В октябре 1976 года был торжественно открыт Музей Востелла Мальпартида (MVM) вместе с скульптурой "VOAEX" (Viaje de (H)ormigon por la Alta Extremadura / "Путешествие по Верхней Эстремадуре"), скульптурой "Адмирал Опель", выполненной из бетона среди гранитных горных пород. Востелл создал несколько других работ специально для этого музея, таких как инсталляция "Реквием для забытых" или "Конец Парцифаля" (El Fin de Parzival) занавес из 20 мотоциклов по задумке Сальвадора Дали. В конце 1993 года он считал строительство музея завершенным. Инвентаризация музея включает в себя около 50 произведений Востелла за четыре десятилетия: скульптуры, рельефы, картины, рисунки и инсталляции.
В 1977 году Мерседес и Вольф Востелл купили плохо сохранившийся особняк XVIII века Паласио де Топете в Мальпартида де Касерес и отремонтировали его понемногу. В январе 1978 г. Востелл организовал здесь Неделю современного искусства (SACOM), одну из первых выставок современного искусства в Эстремадуре под названием "Сосуществование". Таким образом, эта деревня стала её вторым домом рядом с Берлином. До конца своей жизни он оставался на связи с деревней и постоянно ездил между Берлином и Мальпартидой.
В 1998 году Вольф Востелл умер от сердечной недостаточности во время пребывания в Берлине Его могила находится, по его желанию, на Цементерио де ла Альмудена в Мадриде.
Затем его жена взяла на себя художественное руководство музеем и курировала поместье своего мужа. Mercedes Guardado Olivenza Vostell, как её полное имя, иногда использует более короткую форму: "Mercedes Guardado de Vostell", небольшая игра слов с использованием её первой фамилии, что соответствует причастию совершенного испанского слова "guardar" и имеет значение для удержания, сохранения или охраны. Таким образом, она буквально становится "хранительницей Востелла". Принцип сохранения можно также найти в биографии, которую она опубликовала на испанском языке в 2011 году и на немецком языке в 2012 году.

## Влияние на искусство

### Де-колл/аж и размытость
Во время пребывания в Париже в сентябре 1954 года Востелл прочитал слово Деколлаж в заголовке Le Figaro (немецкий перевод: undo, undo the gled, separate). Востелл изменил орфографию для себя. С 1954 года он называет свои плакаты отрывными Dé-coll/age. Позже он перевел термин Де-Колль/взрослый на свои события. Для Вольфа Востелла Dé-coll/age стал принципом дизайна и всеобъемлющей концепцией искусства. Цереры 1960 года, Кока-кола, ваш кандидат, Великая сессия с Да (все фотографии с 1961 года), Воченшпигель Битлз и Ливио с 1966 года являются примерами Dé-coll/agen Вольфа Востелла.
В 1960-х годах Вольф Востелл работал с техникой размывания. С помощью смеси скипидара и тетрахлорида углерода фотографии в журналах могут быть размыты. Примерами размытых образов Вольфа Востелла являются цикл Kleenex с 1962 года, Кеннеди перед Корхамом с 1964 года, Гёте сегодня с 1967 года и Homage перед Генри Фордом и Жаклин Кеннеди с 1967 года. Он сочетал де-колл/возраст с размытостью, как у Джейна Мэнсфилда в 1968 году и Мэрилин Монро в 1962 году или "Часы веселья" в 1968 году.

### Политика
Вольф Востелл в своей художественной работе занимается мировыми политическими событиями с 1950-х годов. Ещё в 1958 году он охарактеризовал Вторую мировую войну и Холокост в инсталляции "Das schwarze Zimmer" ("Черная комната"). Темами его произведений стали корейская и вьетнамская войны, как это было с его размытой "Мисс Америка" 1968 г. В своих картинах и сборках он обращался к убийству Джона Ф. Кеннеди и другим международным политическим событиям.
Вольф Востелл также теоретизировал внутриполитические темы Федеративной Республики. Студенческие бунты, экономическое чудо и критика капитализма задокументированы в его работах. Холодная война и боснийская война присутствуют в его работах. Вольф Востелл задокументировал и обработал падение Берлинской стены более чем в 50 работах. От триптиха шириной 6 метров 9 ноября 1989 года до небольших работ, падение Вольфа Востелла на Берлинскую стену привело к дальнейшему циклу работ. В течение десятилетий в творчестве Вульфа Востелла была создана политическая работа.

### Телевидение
С 1958 года Вольф Востелл интегрировал телевизоры в свои работы. Картины, сборки, инсталляции и скульптуры Вольфа Востелла часто создаются с помощью телевизоров. В большинстве случаев наборы устанавливаются на нормальную программу. Таким образом, Вольф Востелл включает в свои работы актуальность и актуальные события.

### Tauromaquia
С 1976 года Вольф Востелл регулярно путешествует между Берлином и Мальпартида де Касерес. За это время он создал в своей испанской студии серию картин и рисунков на тему Тауромакия. На широкоформатных полотнах изображены быки, в основном истекающие кровью и разорванные в клочья. Он делал сборки, в которых комбинировал окрашенные головы быков с лампочками, автомобильными запчастями или другими предметами.

### Бетон, свинец и золото
С начала 1960-х годов Вольф Востелл работал с бетоном, что стало своеобразной отличительной чертой его работ. Он создавал скульптуры, как и его автомобильные бетонные скульптуры. Он также обрабатывал бетонную жидкость в качестве цвета для своих картин и рисунков. Он также окрашивал жидким бетоном, акриловой краской и древесным углем. В его картинах и рисунках можно увидеть многократно нарисованные бетонные блоки. Человеческие тела часто можно распознать как угловые конкретные формы. В 1980-х и 1990-х годах работал с жидким свинцом. Он налил жидкий свинец на свои холсты, сочетая акриловые краски, жидкий свинец и жидкий бетон. Вольф Востелл также работал с сусальным золотом, которое он наносил непосредственно на холст.

## Награды и почести
- 1981: Преподаватель, Международная летняя академия изящных искусств Зальцбург.
- 1982: Премио Пабло Иглесиас, Мадрид.
- 1990: Médaille de la Ville de Paris
- 1992: Почетный профессор, Берлин.
- 1996: Берлинский медведь (премия Б.Ц. в области культуры)
- 1997: Премия Ханны Хох. Награждён Берлинской галереей.
- 1998: Медаль Эстремадуры, Испания (посмертно)
- Пасео Вольф Востелл, Мальпартида де Касерес, Испания (посмертно)
- Почетный гражданин Мальпартида де Касерес, Испания (посмертно)
- 2001: Вольф Востелл Штрассе, Леверкузен (посмертно)
- 2014: Международная премия в области прав человека, медаль д-ра Райнера Хильдебранта (посмертно)

## Выставочные каталоги и презентации
- Фазы. Юрген Беккер и Вольф Востелл, предисловие Макса Бенсе, Галерея Дер Шпигеля, Кёльн, 1960.
- TPL, Франсуа Дюфрен, Ален Жуфруа, Вольф Востелл, Верлаг Дер Календер, Вупперталь 1961.
- Ред.: Юрген Беккер и Вольф Востелл: Происшествия, Флюксус, Поп-Арт, Нуво Реализм. Документация. Ровохльт Верлаг, Рейнбек 1965.
- Вульф Востелл. Рисование лотерейных номеров, ежедневных новостей и карты погоды, издание Das Wort zum Sonntag. et, et, 14, 1966.
- Востелл. Фотографии, размытость, нотации 1961-1966 гг. Кёльнишер Кунстферайн, 1966 г.
- Райнер К. Вик: Востелл Социологический. Бонн 1969.
- Вульф Востелл. Dé-coll/agen, размытость 1954-1969. издание 17, Galerie René Block Berlin 1969.
- Вульф Востелл. Актионен, события и демонстрации с 1965 г., Ровохльт Верлаг, Рейнбек 1970 г., ISBN 3-498-07053-3.
- Вульф Востелл. События и жизнь. Издательство Люхтерханда 1970 года.
- Вульф Востелл. Электронный. Новая галерея в Старом Курхаусе, Аахен 1970.
- Вульф Востелл. Окружающая среда/происшествия 1958-1974 гг. Арка2, Музей современного искусства Вилль де Пари, Париж 1974 г.
- Вульф Востелл. Ретроспектива 1958-1974, Новая Национальная галерея Берлин, Национальные музеи Прусского культурного наследия, Берлин 1975.
- V40. Издательский дом Multhipla Edizione, Милан 1976.
- Вильгельм Салбер: Яйцо как медиа-грамматика для проекта "Документа" Востелла. Кассель 1977.
- Вульф Востелл. Рисунки 1952-1976 гг. Музей в Остволле, Дортмунд 1977 г.
- Вульф Востелл. Окружающая среда, Пинтура, Происшествия, Дибуиксос, Видео. Фундасьо Жоан Миро, Барселона 1978.
- Вульф Востелл. Музей современного искусства в Страсбурге, 1985.
- Поезд Флюксус. Передвижной музей. 7 Окружающая среда на работе "Смерть любви", Берлин, 1981.
- Востелл и Берлин, жизнь и работа 1971-1981. DAAD-Galerie Verlag, Берлин 1982.
- Волк Востелл, Голые и Мертвые. Издание Ars Viva, Берлин 1983, ISBN 3-924306-11-7.
- Востелл. Де-колл/аген, размытые, слоистые изображения, свинцовые изображения, объектные изображения. Ассоциация искусств Брауншвейга, 1980 год.
- Пластиковая работа 1953-1987, Mult(H)ipla, Милан 1987.
- Представитель. Галерея Лавиньи-Бастиль, Париж, 1990, ISBN 2-908783-00-2.
- Востелл. Ретроспектива 92-й газетной работы, Интермедиа - ТВ &, Видео. Каталог выставки с текстами Михаэля Эйлера-Шмидта. Издание Braus, Хайдельберг 1992, ISBN 3-925520-44-9.
- Вольф Востелл, Дипинти 1954-1991. Edizioni Carte Segrete, Рим 1992, ISBN 88-85203-53-1.
- Вульф Востелл. Жизнь = Искусство = Жизнь. Художественная галерея "Гера", Е.А. Сееман, "Гера 1993", ISBN 3-363-00605-5.
- Вульф Востелл. Автомобили. Опубликовано Пабло Дж. Рико. Васмут Ферлаг, Тюбинген 1999, ISBN 3-8030-3093-5.
- Востелл. Я не могу идти в ногу со временем. Бедствия мира. Варлерио Дехт, Эдициони Чарта, Милан 1999, ISBN 88-8158-253-8.
- Вульф Востелл. Ла Кайда дель Муро де Берлин. Музей Востелла Мальпартида, 2000 г. ISBN 84-7671-583-8.
- Хосе Антонио Агундес Гарсия: 10 событий Вульфа Востелла. Региональный редактор Эстремадуры, 2001, ISBN 84-7671-510-2.
- Вульф Востелл. Телевидение. Галерея Мейска Арсенал в Познани, Польша 2002, ISBN 83-88947-05-2.
- Вульф Востелл. Музей Востелла Мальпартиды. МВМ, Каталого, 2002, ИБН 84-7671-697-4.
- Вульф Востелл. Джакомо Заза, Ла Нуова Песа, Рома 2004, ISBN 2-9519858-4-3.
- Вульф Востелл. Мария дель Мар Лозано Бартолоцци, Редактор Нереа, Серия Арте Хой, 2005, ISBN 978-84-89569-38-6.
- Вольфганг Вомм, Вульф Герцогенрат и Хосе Антонио Агундес Гарсия, ред.: Вольф Востелл - Гравюра. Städtische Galerie Villa Zanders в сотрудничестве с Galerie und Schloßverein. Бергиш Гладбах 2005, ISBN 3-9810401-0-4.
- осадок: Вульф Востелл. На улицах и площадях через галереи. Mitteilungen zur Geschichte des Kunsthandels, выпуск 14/2007 Zentralarchiv des internationalen Kunsthandels, Verlag für moderne Kunst, Nürnberg, ISBN 978-3-939738-61-9.
- Вульф Востелл. Мое искусство - это вечное сопротивление смерти. Рейнский ландсмузей Бонн 2007, ISBN 978-3-9811834-0-5.
- Вульф Востелл. Mon art est la résistance éternelle à la mort. Carré d'Art-Musée d'Art Contemporain de Nimes, 2008, ISBN 978-2-915639-88-9.
- Вульф Востелл. Де-колл/возраст. Редакция Pintan Espadas No.10, Бадахоз 2008, ISBN 978-84-7796-165-9.
- Вульф Востелл. Художник Европао. Мудима Эдициони, Милан 2010, ISBN 978-88-96817-04-9.
- Театр на улице, "Происшествия Вульфа Востелла". Музей Морсбройха Леверкузена. Кербер Верлаг, 2010, ISBN 978-3-86678-431-4.
- Вульф Востелл, художник присутствует. Городская галерея "Мангейм 2012", ISBN 978-3-944128-37-5.
- Мерседес Востелл: Востелл - на всю жизнь. Зибенхаар Верлаг, Берлин 2012, ISBN 978-3-936962-88-8.
- Klaus Gereon Beuckers: Dé-coll/age and happening. Исследования по работе Вульфа Востелла. Людвиг, Киль 2012, ISBN 978-3-86935-145-2.
- Картелес. Вульф Востелл. Музей Востелла Мальпартида 2013, ISBN 978-84-9852-359-1.
- Клаус Гереон Букерс, Ганс-Эдвин Фридрих и Свен Ганушек: де-колл/возраст как манифест, манифест как де-колл/возраст. Манифесты, практические лекции и эссе Вольфа Востелла. неоавангард, том 3, издание + критика: Мюнхен 2014, ISBN 978-3-86916-260-7.
- Бойс Брок Востелл. Участие в акции 1949-1983 г.г. ЗКМ - Центр Искусства и Медиа Технологии, Хатже Канц, Карлсруэ, 2014 г., ISBN 978-3-7757-3864-4.
- Дик Хиггинс, Вульф Востелл. Фантастическая архитектура. Первичная информация, 2015, ISBN 978-0-9906896-0-7.
- Вольф Востелл, Сейсмограф своей эпохи, работы 1952-1998 (ред.:) Давид Востелл, Публикация LB, Усадьба Вольфа Востелла, 2016
- Востелл, Стиллс. Галерея Рустера, Нью-Йорк, "Вульф Востелл Эстейт", 2016 год.

## Хэппенинги (избранное)
- «9-Nein-dé-coll/age», Wuppertal, 1963
- «You», New York, 1964
- «Phaenomene», Berlin, 1964
- «Dogs and Chinese Not Allowed», New York, 1966
- «Miss Vietnam», Köln, 1967
- «Die Nackten und die Toten» (Fluxuskonzert), Berlin, 1983

## Высказывания
- «Kunst ist Leben, Leben ist Kunst. (Искусство это жизнь, жизнь это искусство)» 1961
- «Ereignisse sind Waffen zur Politisierung der Kunst. (Художественные достижения это оружие для политизации искусства)» 1970
- «Ich erkläre den Frieden zum größten Kunstwerk. (Я объявляю мир великим произведениям искусства)» 1979
- «Jeder Mensch ist ein Kunstwerk. (Каждый человек это произведение искусства)» 1985

### Карнавалы и народные гулянья
- Fotos/Videos Wolf Vostell
- Museo Vostell Malpartida

## Галерея

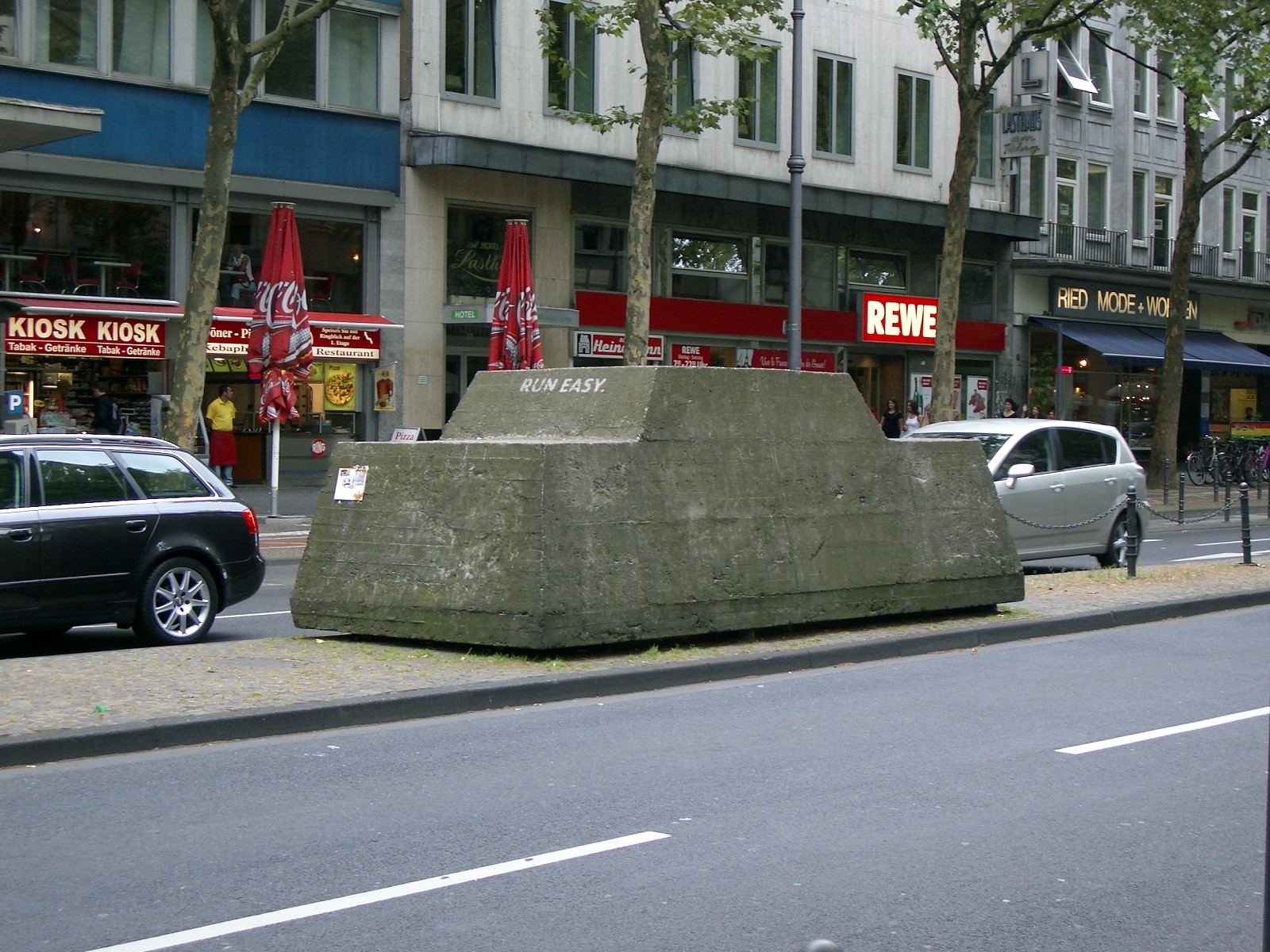
Остановившийся транспорт (1969)
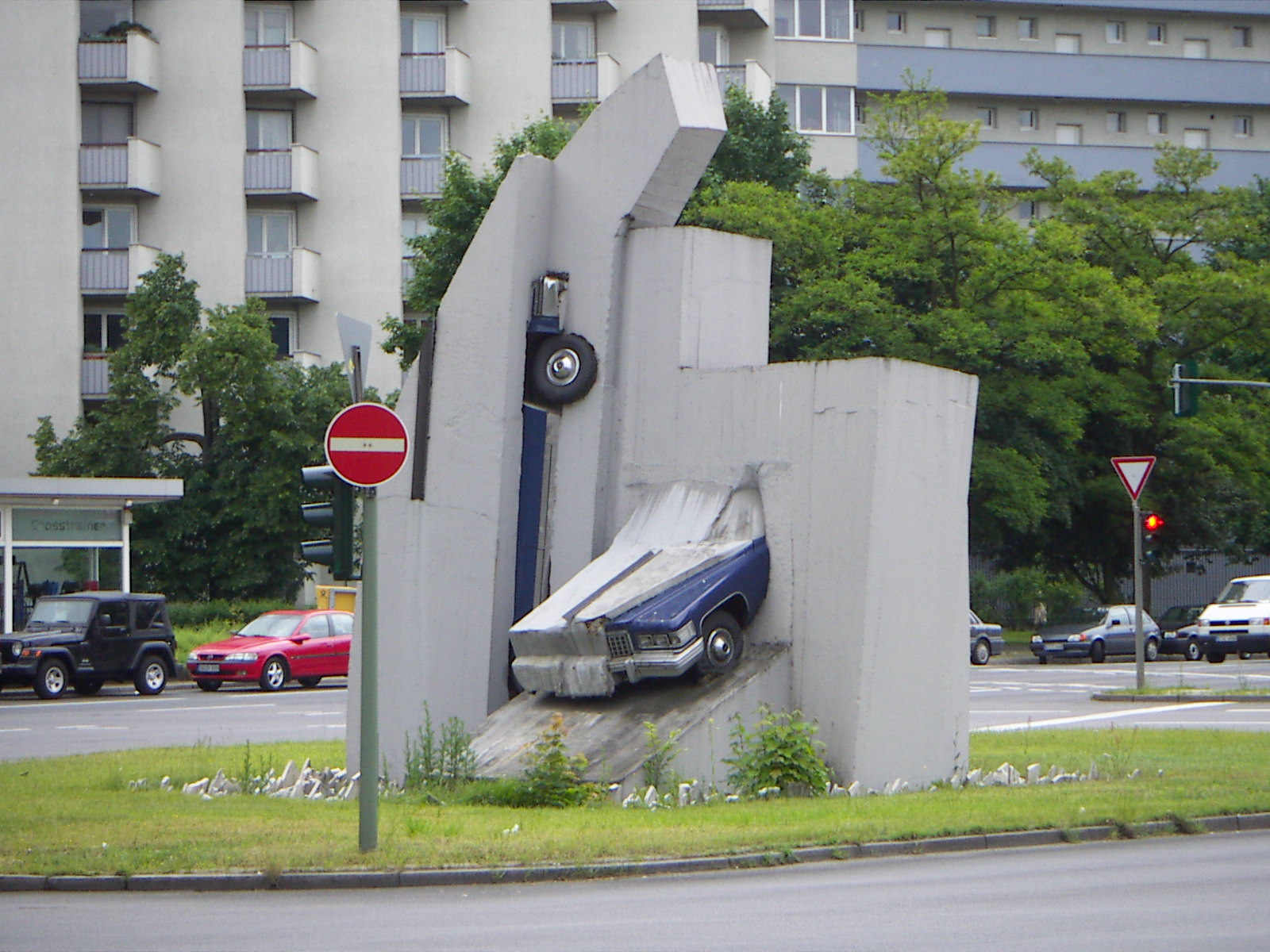
Забетонированный кадиллак в виде обнажённой майя, Берлин
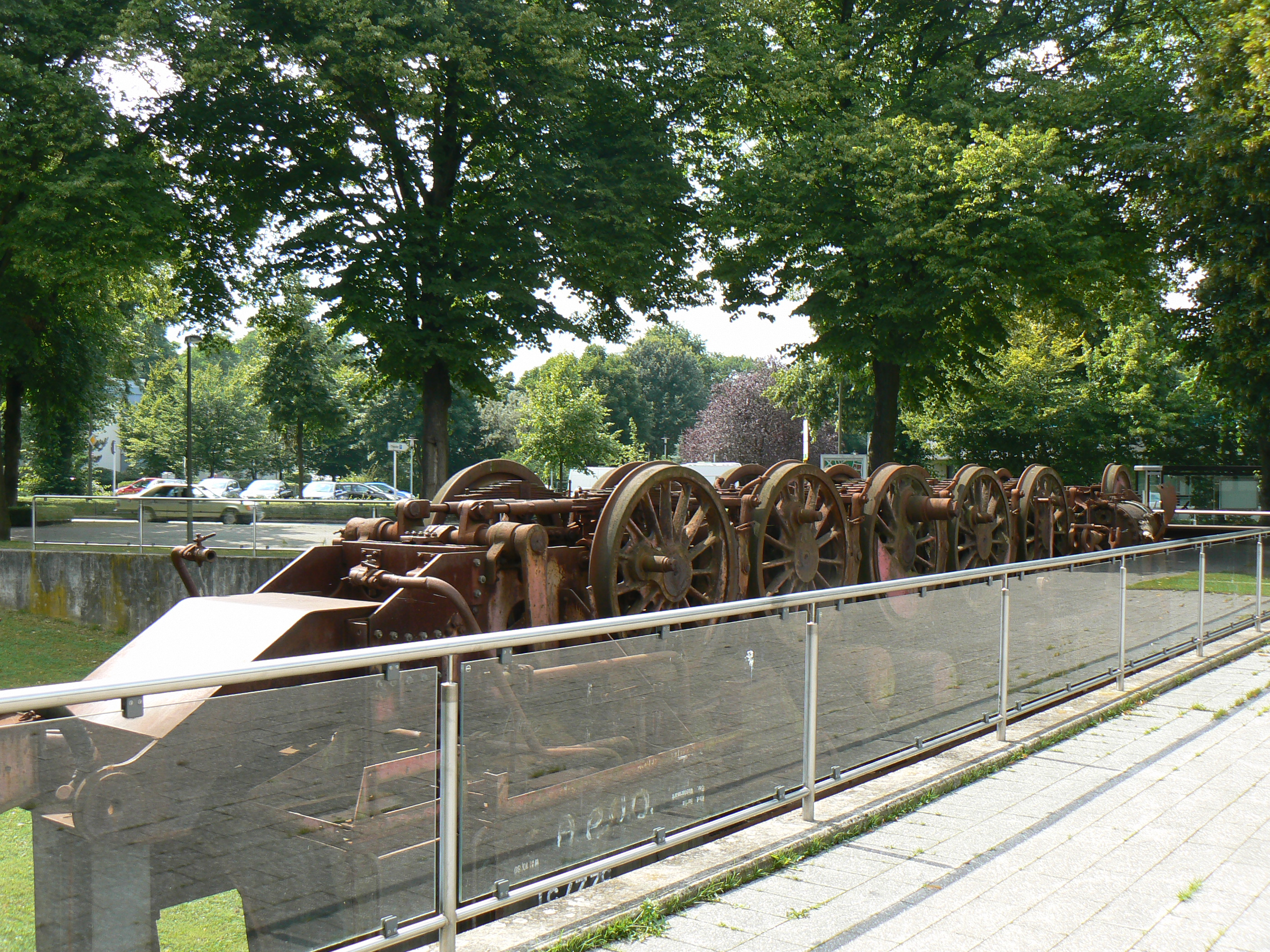
Черепаха (La Tortuga), Марль
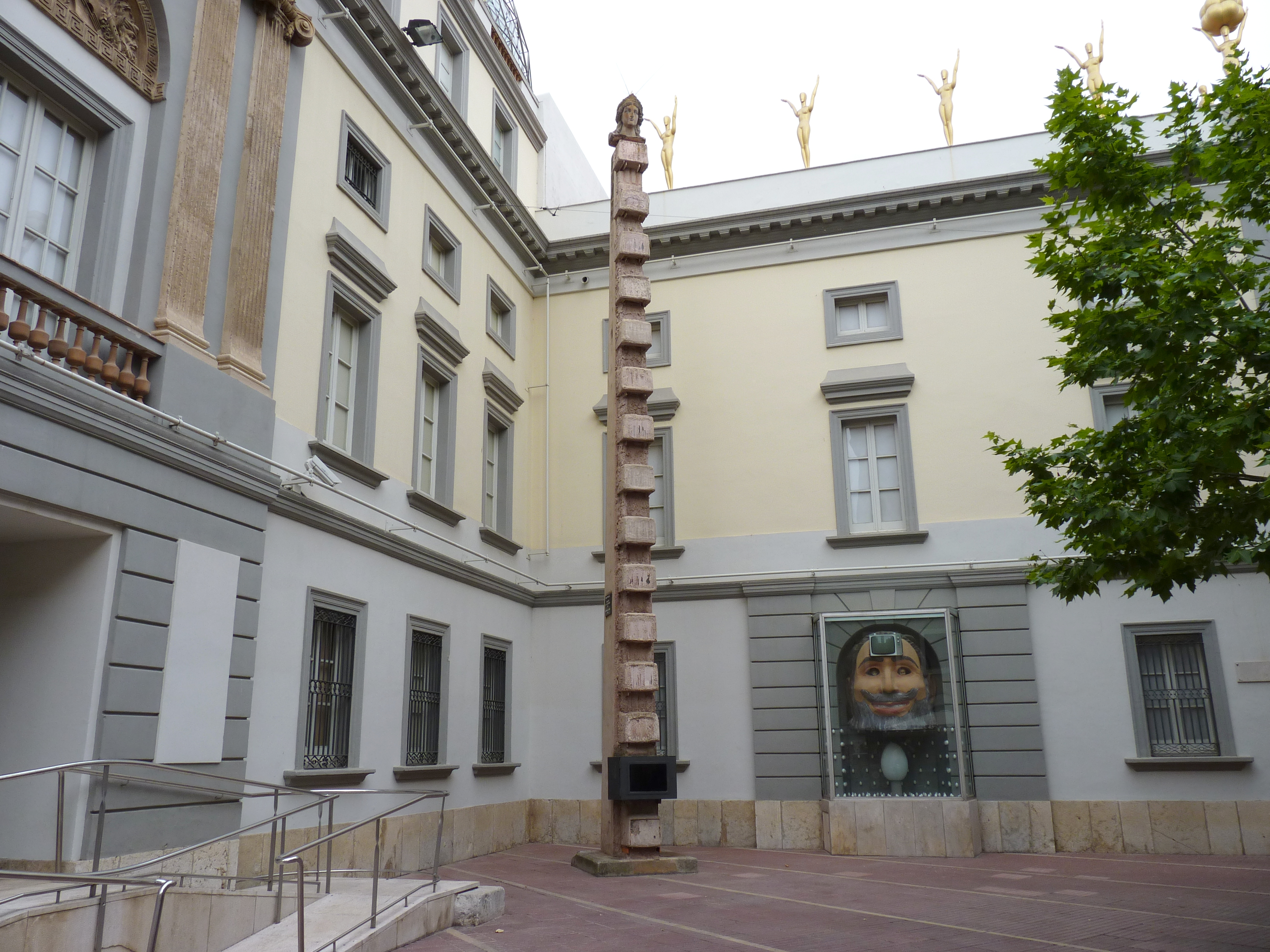
Обелиск телевидению, Фигерас
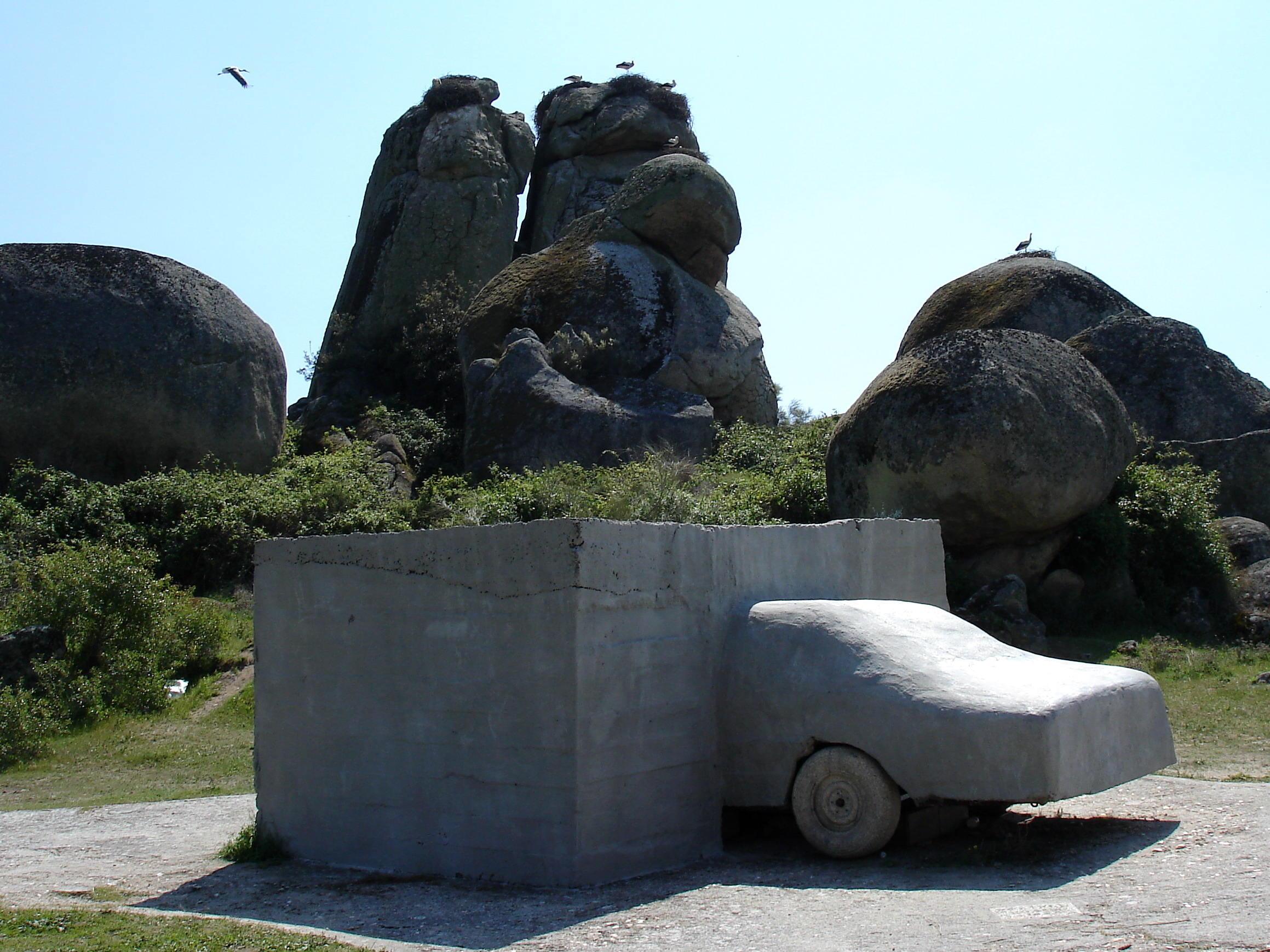
Бетонированный кадиллак, Мальпартида-де-Касерес, Эстремадура